# اورلاندو جونز
اورلاندو جونز (انگلیسی: Orlando Jones؛ زادهٔ ۱۰ آوریل ۱۹۶۸) هنرپیشه اهل ایالات متحده آمریکا است. وی از سال ۱۹۹۱ میلادی تاکنون مشغول فعالیت بوده‌است.

## گزیده فیلمشناسی
از فیلم‌ها یا برنامه‌های تلویزیونی که وی در آن نقش داشته‌است می‌توان به آثار زیر اشاره کرد.
- محیط اداره (۱۹۹۹)
- ارتفاعات آزادی (۱۹۹۹)
- مگنولیا (فیلم) (۱۹۹۹)
- جایگزین‌ها (فیلم) (۲۰۰۰)
- زنجیره احمق‌ها (۲۰۰۰)
- مسحور (فیلم) (۲۰۰۰)
- بگو اینطور نیست (۲۰۰۱)
- تکامل (فیلم ۲۰۰۱) (۲۰۰۱)
- واکنش دوگانه (فیلم ۲۰۰۱) (۲۰۰۱)
- ماشین زمان (فیلم ۲۰۰۲) (۲۰۰۲)
- درام‌لاین (۲۰۰۲)
- هیئت منصفه فراری (۲۰۰۳)
- خانه دی (۲۰۰۴)
- دوران کهن (فیلم) (۲۰۰۷)
- سیرک عجایب: دستیار یک خون‌آشام (۲۰۰۹)
- فراتر از یک شک معقول (۲۰۰۹)
- ثانیه‌های جدا (۲۰۱۱)
- دشمنان نزدیک (۲۰۱۳)
- کتاب عشق (فیلم) (۲۰۱۶)
- پادشاه تپه (۱۹۹۸)
- مدرک (مجموعه تلویزیونی) (۲۰۰۶)
- قواعد نامزدی (۲۰۰۹)
- دکتر هاوس (۲۰۱۰)
- سی‌اس‌آی: میامی (۲۰۱۱)
- دینامیت سیاه (مجموعه تلویزیونی) (۲۰۱۲–۲۰۱۵)
- خدایان آمریکایی (مجموعه تلویزیونی) (۲۰۱۷–۲۰۱۹)